# محمد الخبرانی
محمد الخبرانی (عربی: محمد الخبراني؛ زادهٔ ۱۴ اکتبر ۱۹۹۳) یک ورزشکار اهل عربستان سعودی است.
از باشگاه‌هایی که در آن بازی کرده‌است می‌توان به باشگاه فوتبال القادسیه عربستان سعودی اشاره کرد.